# Grupo Aeroportuario del Pacífico
Grupo Aeroportuario del Pacifico (GAP) — мексиканская компания, управляющая аэропортами в западной (тихоокеанской) части Мексики, а также двумя крупнейшими аэропортами Ямайки.

## История
Компания Grupo Aeroportuario del Pacifico (GAP, «Группа тихоокеанских аэропортов») была создана в 1998 году в ходе приватизации аэропортов для привлечения частного капитала. В 2015 году GAP приобрела у испанской компании Abertis концессии на управление двумя аэропортами на Ямайке.

## Деятельность
Выручка компании за 2023 год составила 33,2 млрд мексиканских песо (1,97 млрд долларов США).
Аэропорты по пассажиропотоку в 2023 году: Гвадалахара (17,7 млн), Тихуана (13,2 млн), Лос-Кабос (7,7 млн), Пуэрто-Вальярта (6,8 млн), Монтего-Бэй (5,2 млн), Гуанахуато (3,2 млн), Эрмосильо (2,19 млн), Кингстон (1,75 млн), Мехикали (1,6 млн), Морелия (1,38 млн), Ла-Пас (1,12 млн), Агуаскальентес (928 тыс.), Лос-Мочис (471 тыс.), Мансанильо (181 тыс.).